# Gambettola (stacja kolejowa)
Gambettola (wł. Stazione di Gambettola) – stacja kolejowa w Gambettola, w prowincji Forlì-Cesena, w regionie Emilia-Romania, we Włoszech. Znajduje się na linii Bolonia – Ankona.
Według klasyfikacji Rete Ferroviaria Italiana ma kategorią srebrną.

## Linie kolejowe
- Linia Bolonia – Ankona